# Brombenzol
Brombenzol ist ein aromatischer Halogenkohlenwasserstoff. Das Molekül ist wie Benzol aufgebaut, eines der sechs Wasserstoff-Atome des Benzols ist durch ein Brom-Atom ersetzt.

## Darstellung
Brombenzol kann durch elektrophile Substitution am Aromaten aus Benzol und Brom hergestellt werden.
{\displaystyle \mathrm {C_{6}H_{6}+Br_{2}\longrightarrow C_{6}H_{5}Br+HBr} }
Dabei werden in der Regel Lewis-Säuren wie Aluminiumbromid (AlBr3) oder Eisentribromid (FeBr3) als Katalysator eingesetzt.

## Eigenschaften

### Physikalische Eigenschaften
Brombenzol ist eine farblose, entzündliche Flüssigkeit mit typischem Geruch. Der Siedepunkt liegt bei Normaldruck bei 156 °C. Die Dampfdruckfunktion ergibt sich nach Antoine entsprechend log10(P) = A−(B/(T+C)) (P in bar, T in K) mit A = 4,072025, B = 1495,044 und C = −61.508 im Temperaturbereich von 329,2 K bis 427,4 K. Sie ist weitgehend unpolar, daher in Wasser unlöslich, in Alkoholen, Benzol, Chloroform und Ethern löslich. Brombenzol ist wenig flüchtig; die Dämpfe sind viel schwerer als Luft.

### Sicherheitstechnische Kenngrößen
Brombenzol bildet oberhalb des Flammpunktes entzündliche Dampf-Luft-Gemische. Die Verbindung hat einen Flammpunkt bei 51 °C. Der Explosionsbereich liegt zwischen 0,5 Vol.-% als untere Explosionsgrenze (UEG) und 2,5 Vol.-% als obere Explosionsgrenze (OEG). Die Zündtemperatur beträgt 565 °C. Der Stoff fällt somit in die Temperaturklasse T1. Die elektrische Leitfähigkeit ist mit 1,2·10−9 S·m−1 eher gering.

## Verwendung
Brombenzol wird als Lösungsmittel und als Ausgangsstoff für chemische Synthesen verwendet. Es ist ein beliebter Grundstoff für Grignard-Verbindungen wie Phenylmagnesiumbromid.

## Toxikologie
Brombenzol kann in größeren Mengen Nekrosen der Leber verursachen. Es wird durch Cytochrom-P450-Enzyme über Epoxide zur 4-Bromphenol und dann zu 4-Brombrenzcatechin metabolisiert. Dieses wird als Konjugat mit Glutathion ausgeschieden. Neben 4-Bromphenol entsteht auch 2-Bromphenol, dieser metabolische Weg ist jedoch für die Hepatotoxizität von untergeordneter Bedeutung.